# Басмаджян, Джон
Джон Басмаджян (англ. John Basmajian; 21 июня 1921, Стамбул, Турция — 18 марта 2008, Берлингтон, Канада) — канадский учёный-врач и анатом, доктор медицины, профессор, признан на международном уровне как лидер в области реабилитационной науки, в частности, в области электромиографии, пионер в области биологической обратной связи.
Работа Басмаджяна с пациентами с полиомиелитом с использованием электромиографии для изучения механизмов мышечного контроля произвела революцию в использовании электронных и механических устройств для людей с неврологическими и ортопедическими нарушениями. В его честь названа премия имени Джона В. Басмаджяна.

## Биография
Доктор Басмаджян получил медицинскую степень в Университете Торонто в 1945 году, где он затем присоединился к коллективу и получил звание профессора. Параллельно он также проводил клинические исследования в Детской больнице, изучая электромиографию, область, в которой он был пионером.
В 1960-х годах он адаптировал свои исследования электромиографической обратной связи для обучения пациентов восстановлению контроля мышечных функций, которые, как считалось, были навсегда утрачены. Он также является одним из основателей Международного общества электрофизиологической кинезиологии (ISEK) в 1965 году. Это общество продолжает свою деятельность и сегодня как многопрофильная организация, занимающаяся изучением движений человека и нервно-мышечной системы.
Именно благодаря этим усилиям доктора Басмаджяна называют «отцом терапии с биологической обратной связью ЭМГ».
Басмаджян изобрёл несколько широко используемых медицинских приборов и разработал научные методы.
Научные достижения доктора Басмаджяна были признаны правительством Канады в 1995 году, когда он был назначен офицером Ордена Канады. Он опубликовал более 400 научных статей, читал лекции в более чем 100 университетах по всему миру и издавал книги на нескольких языках.